# Sancristóbalhärmtrast
Sancristóbalhärmtrast (Mimus melanotis) är en tätting i familjen härmtrastar som enbart förekommer på en av Galápagosöarna.

## Utseende och läten
Sancristóbalhärmtrast är en relativt stor härmtrast, 25–26 centimeter lång. Den är gråbrun ovan och blekare under, med en tydlig svart tygel och svartaktiga örontäckare. Könen liknar varandra, men honan är cirka tio procent mindre. Ungfågeln är mer streckad undertill än den adulta fågeln. Sången är högljudd, melodisk och hackig, likt andra i släktet.

## Utbredning och status
Sancristóbalhärmtrast förekommer som namnet avslöjar enbart på ön San Cristóbal i Galápagosöarna. Frma tills nyligen ansågs arten vara starkt utrotningshotad på grund av det begränsade utbredningsområdet och ett litet bestånd som dessutom antogs minska i antal på grund av habitatförstörelse och invasiva arter. Senare inventeringar har dock visat att beståndet dels verkar vara stabilt, dels att den är vanligare än man tidigare trott. Sedan 2020 har därför internationella naturvårdsunionen IUCN avfört sancristóbalhärmtrast från sin röda lista över hotade arter och kategoriserar den istället som nära hotad. Idag uppskattas världspopulationen till 20 000–38 000 vuxna individer.

## Ekologi
Fågeln återfinns i ett antal olika miljöer från låglänta områden till öns högsta punkt på 715 meter. Den tenderar att undvika tät låglandsskog, fuktiga skogsmarker, gräsmarker och urbana områden. Härmtrasten födosöker på marken efter insekter men äter också frukt och bär och plockar ibland fästingar från iguanor (släktet Amblyrhynchus). Den häckar från januari till april, tydligen inte kooperativt i kontrast mot övriga härmtrastar på Galápagosöarna.

## Systematik
Härmtrastarna på Galápagosöarna placerades tidigare i det egna släktet Nesomimus men DNA-studier visar att de är inbäddade i Mimus och förs numera allmänt dit.